# Mistrzostwa Świata Juniorów w Short Tracku 2015
Mistrzostwa Świata Juniorów w Short Tracku odbyły się w japońskiej Osace, w dniach 27 lutego – 1 marca 2015 roku.

## Klasyfikacja medalowa
| Lp. | Kraj             | Złoto | Srebro | Brąz | Razem |
| 1.  | Korea Południowa | 12    | 4      | 4    | 20    |
| 2.  | Chiny            | 0     | 3      | 1    | 4     |
| 3.  | Węgry            | 0     | 2      | 1    | 3     |
| 4.  | Rosja            | 0     | 1      | 3    | 4     |
| 5.  | Japonia          | 0     | 1      | 2    | 3     |
| 6.  | Kanada           | 0     | 1      | 0    | 1     |
| 7.  | Kazachstan       | 0     | 0      | 1    | 1     |

## Medaliści
| Konkurencja               | Złoto                                                                      | Srebro                                                                          | Brąz                                                                  |
| Mężczyźni                 |                                                                            |                                                                                 |                                                                       |
| 500 metrów                | Kim Dag-yeom                                                               | Shaolin Sándor Liu                                                              | Dienis Nikisza                                                        |
| 1000 metrów               | Kim Dag-yeom                                                               | Ren Ziwei                                                                       | Ma Wei                                                                |
| 1500 metrów               | Park Ji-won                                                                | Dan Iwasa                                                                       | Kazuki Yoshinaga                                                      |
| 1500 metrów (Super Finał) | Park Ji-won                                                                | Shaolin Sándor Liu                                                              | Kim Dag-yeom                                                          |
| Wielobój                  | Kim Dag-yeom                                                               | Park Ji-won                                                                     | Shaolin Sándor Liu                                                    |
| Sztafeta                  | Korea Południowa Park Ji-won · Kim Dag-yeom · Yoon Su-min · Lim Yong-jin   | Chiny Ma Wei · Ren Ziwei · Xu Hongzhi · Yu Wei                                  | Rosja Aleksandr Kował · Artem Kozłow · Artem Dienisow · Daniłł Ejbog  |
| Kobiety                   |                                                                            |                                                                                 |                                                                       |
| 500 metrów                | Son Hak-yung                                                               | Audrey Phaneuf                                                                  | Emina Małagicz                                                        |
| 1000 metrów               | Kim Ji-yoo                                                                 | Kong Sang-jeong                                                                 | Son Hak-yung                                                          |
| 1500 metrów               | Kong Sang-jeong                                                            | Zang Yize                                                                       | Jekatierina Striełkowa                                                |
| 1500 metrów (Super Finał) | Kim Ji-yoo                                                                 | Kong Sang-jeong                                                                 | Son Hak-yung                                                          |
| Wielobój                  | Kong Sang-jeong                                                            | Kim Ji-yoo                                                                      | Son Hak-yung                                                          |
| Sztafeta                  | Korea Południowa Kong Sang-jeong · Kim Ji-yoo · Lee Su-youn · Son Hak-yung | Rosja Julia Szyszkina · Jekatierina Striełkowa · Emina Małagicz · Maria Oboryna | Japonia Sumire Kikuchi · Ami Hirai · Shione Kaminaga · Miwako Yamaura |